# Rhythmic (чарт)
Rhythmic Airplay Chart (также известный как Rhythmic Top 40 и CHR/Rhythmic) — еженедельный музыкальный хит-парад, публикуемый журналом Billboard. Чарт включает в себя популярные в радиоэфире так называемых «ритмических» радиостанций композиции в стиле R&B/хип-хоп, ритмический поп и некоторые танцевальные композиции. Система Arbitron часто использует для них жанровый термин Rhythmic Contemporary Hit Radio.

## Информация о чарте
Billboard впервые опубликовал подобный кроссовер-чарт 15 февраля 1987 года. В декабре Billboard прекратил его публикацию из-за развития радиостанций формата top 40 и R&B, чей плей-лист был идентичен станциям, игравшим кроссовер.
В октябре 1992 года чарт возобновился под названием Top 40 Rhythm/Crossover. 25 июня 1997 он был переименован в Rhythmic Top 40.
Rhythmic Airplay является компонентом Billboard Hot 100 и включает в себя 40 композиций. отбираемых на основе данных о ротации на 77 радиостанциях.